# コスプレの神!
『コスプレの神！』（コスプレのかみ！、The God of Cosplay!）は、方密による日本の漫画。『まんがタイムきららMAX』（芳文社）にて、2011年4月号から2014年1月号まで連載、単行本全2巻。

## 概要

### 連載の経緯
作者の方密は専業の漫画家ではなく他にも仕事を持っており、本作の原稿の一部は職場でも書いていた。2011年当初は3回の読み切りで連載も終わるだろうから、大変なのは3ヶ月だけだろうと考えていたという。したがって当時は単行本化されるとは夢にも思っていなかったと述べている。そんな中まんがタイムきららMAXで2011年の4月号から6月号までの連載が行われた。しかし作者の予測は外れて連載が続くことになり、同誌の2011年の11月号から正式な連載が行われた。

### 内容と特徴
本作は題名にも付けられているようにコスプレを題材として取り扱った漫画作品である。主要登場人物は、とうか、その姉、しず、いおの4名で、コスプレを楽しみながら日々を過ごすという内容である。コスプレをするのはほとんど主要登場人物の4名とその他のコスプレイベント参加者だが、とうか達の通う中学校での3年生を送る会では、とうかと同じ1年C組の女子がアイドルのコスプレしている場面も見られる。
本作にはアニメやゲームのコスプレが登場することもあってか作品中の随所にネタがちりばめられている。この単行本1巻の帯には「※絶対に真似しないでください」とあるが、作品中にも全く同じ注意書きが書かれている箇所が見られる。コマ割りは4コマ漫画に近いが一部変則的なコマ割りも見られ、特に新規書き下ろしの部分では4コマ漫画とは全く違うコマ割りが行われている。

### 世界観
とうか達の住む場所がどこなのか具体的に記載はないが、現代の日本国内を舞台にしている作品である。なおとうか達の通う中学校には入学試験があることから、公立の中学校ではないことがわかる。とうかの姉がこの中学校の生徒会の会長なので生徒会室が作中によく登場する。

## 主要登場人物
沢口とうか
1年C組所属の女子中学生。身長は156センチメートルで3サイズはB93W62H86。コスネームは「闘羽華（とうか）」である。普段は恥ずかしがり屋だが、コスプレをすると大胆になる。ミシンを操ってコスプレ衣装を自作しており、家庭科の課題の出来が良いことは同じクラスの女子からも認められているほどの腕前を持つ。ただ当初はコスプレイヤーであることを学校では秘密にしていた。
会長
とうかの1歳年上の姉で、とうかと通う中学校の生徒会会長。身長は160センチメートルで3サイズはB88W59H83。幼稚園年長の時からコスプレをしていた。コスプレ衣装の自作もしている。コスネームは「魅津樹（みずき）」である。
しず
とうかと同じクラスの女子中学生。身長は158センチメートルで3サイズはB75W58H83。いわゆる貧乳で、バストはしずより体の小さないおよりもさらに小さい。もともとコスプレに興味があり、コスプレをしたとうかの写真を見つけたことから以降コスプレに関わっていく。しかしとうかとは違って手先はあまり器用ではないことが描写されている。コスネームとして「しずちゃん」と呼ばれているだけに「源・オフロスキー」という候補も出たが、最終的に「どろっぴ」に落ち着いた。名前や年齢不明の兄がいる。
竹村いお
とうかの中学校の生徒会会計。身長は147センチメートルで3サイズはB78W56H81。会長のファンで、クラスにほとんどおらず、とうかと同じクラスの女子中学生だが、とうかにもしずにも顔を覚えられていなかった。しかし生徒会室でとうか達に話しかけたことをきっかけに以降会長の影響でコスプレに関わっていく。コスネームは「いろり」。初登場は1巻103頁と主要登場人物の中では遅れて登場した。

## 既刊
- 『コスプレの神！』芳文社〈まんがタイムKRコミックス〉、全2巻[27]
  1. 2012年9月27日発売、ISBN 978-4-8322-4199-2
  2. 2014年1月27日発売、ISBN 978-4-8322-4398-9